# Заварухин, Павел Филиппович
Заварухин Павел Филиппович (1913—2005) — Генерал-майор авиации, командующий Забайкальским корпусом ПВО.

## Биография
Родился в деревне Разгуляй, ныне Краснобаковского района Нижегородской области.
- С 1932 года в Красной Армии.
- В декабре 1935 года окончил 7-ю Ленинградскую военную авиационно-техническую школу и в звании воентехника 2-го ранга направлен в Брянск.
- Служил техником отряда по вооружению в истребительной эскадрилье 83-й авиационной бригады.
- Осенью 1936 года добровольцем отправился в Испанию. Служил техником по вооружению в группе капитана С. Ф. Тархова.
  - Награды до 1939 года: ордена Красного Знамени и Красной Звезды.
- После возвращения на Родину служил в своей авиабригаде (Орша).
- 1939 год:
- окончил 7-ю Сталинградскую военную авиационную школу лётчиков.
- командир звена 34-го истребительно-авиационного полка Московского военного округа
- старший лейтенант
- участник первомайского авиационного парада над Красной площадью.
- участник боёв на реке Халхин-Гол, командир эскадрильи B-15. Совершил 25 боевых вылетов; 5 воздушных боёв.
- 1939—1940 годы
  - участник советско-финляндской войны.
  - сражался в составе 25-го истребительного авиационного полка.
  - совершил 69 боевых вылетов на разведку, бомбардировку и штурмовку войск противника. Провёл 10 воздушных боёв, сбитых вражеских самолётов не имел.
  - 1940—1941 годы:
  - служба в 34-м истребительном авиационном полку ПВО.
  - служба в Закавказье. Командиром эскадрильи, заместитель командира и штурман 35-го истребительно-авиационного полка. Летал на И-153 и И-16.
- Великая Отечественная война 1941—1945 годы
  - воевал в Ленинграде, служил в Закавказье (район Батуми и Поти)
  - в 1942 году командир эскадрильи 744-го истребительно-авиационного полка.
  - в воздушных боях под Демянском сбил 3 немецких самолёта.
  - 17 июня 1942 года в районе Коровитчино в воздушном бою сбил Ju-88, но и его самолёт получил повреждения. При возвращении на аэродром капитан Заварухин был атакован четвёркой Ме-109. Они попытались взять его Як-1 в клещи. В этом бою Заварухин был ранен в плечо и ногу. Чтобы избежать столкновения, немец сделал энергичный разворот и на какое-то время хвост его самолёта оказалось рядом с «Яком». Заварухин довернул и нанёс удар консолью крыла по хвостовому оперению. Ме-109 перевернулся и камнем упал на землю радом с позициями 645-го стрелкового полка. После тарана Як-1 загорелся, но лётчик сумел сбить пламя и совершить вынужденную посадку между населёнными пунктами Пустыня и Запрудно. На следующий день вернулся в свой полк. Был награждён орденом Отечественной войны 1-й степени.
  - 15 апреля 1943 года назначен командиром 72-го Гвардейского истребительно-авиационного полка.
  - освобождал Белоруссию и Прибалтику, воевал в Восточной Пруссии. Войну закончил в Курляндии.
- За время Великой Отечественной войны совершил 202 боевых вылета, в 80 воздушных боях сбил 9 самолётов противника лично[1].
- Гвардии полковник П. Ф. Заварухин продолжал служить в ВВС после окончания войны. --Участник воздушного парада над Красной площадью1 Мая 1947 года.
- 1947—1950 годы:
- заместитель командира 5-й и 15-й гвардейской авиационных дивизий, командир 144-й и 17-й авиадивизий.
- 1950—1952 годы:
  - спецкомандировка в Китае.
- 1954 год:
  - окончил Военной академии Генерального штаба.
- Генерал-майор авиации. Командовал Забайкальским корпусом ПВО.
- 1956—1958 годы
  - старший военный советник в Китае.
- 1958—1974 годы
  - преподаватель Военной академии Генштаба
  - кандидат военных наук.
- 1974 год:
  - в отставке
- 1974—1988 годы:
  - старший научный сотрудник в ЦНИИ Министерства обороны.
- член Совета ветеранов.

## Награды
- 7 орденов Красного Знамени (в том числе 1937, 30.04.1943, 03.09.1944, 15.05.1945, 1952[2])
- орден Александра Невского (09.07.1944)
- 2 ордена Отечественной войны 1-й степени (20.03.1943, 06.04.1985[3])
- 2 ордена Красной Звезды (1937, 1947[2])
- медали.